# Малоорлівська сільська рада
| Малоорлівська сільська рада — колишній орган місцевого самоврядування у Шахтарському районі Донецької області з адміністративним центром у c. Малоорлівка. Сільській раді підпорядковані населені пункти: - c. Малоорлівка - с. Комишатка - с. Новоорлівка - с-ще Славне - с. Шевченко |

## Склад ради
Рада складалася з 16 депутатів та голови.

## Керівний склад сільської ради
| ПІБ                     | Основні відомості                                                         | Дата обрання | Дата звільнення |
| ----------------------- | ------------------------------------------------------------------------- | ------------ | --------------- |
| Козак Тетяна Миколаївна | Сільський голова, 1971 року народження, освіта, позапартійна              | 26.03.2006   | 31.10.2010      |
| Козак Тетяна Миколаївна | Сільський голова, 1971 року народження, освіта вища, член Партії регіонів | 31.10.2010   |                 |

Примітка: таблиця складена за даними джерела